# Ashdown House
Ashdown House (également connue sous le nom d'Ashdown Park) est une maison de campagne du XVIIe siècle située dans la paroisse civile d'Ashbury, dans le comté anglais d'Oxfordshire. Jusqu'en 1974, la maison est dans le comté de Berkshire, et le village voisin de Lambourn reste dans ce comté.
Il s'agit d'un bâtiment classé Grade I et les terrains sont inclus dans le registre des parcs et jardins historiques au Grade II *.

## Histoire

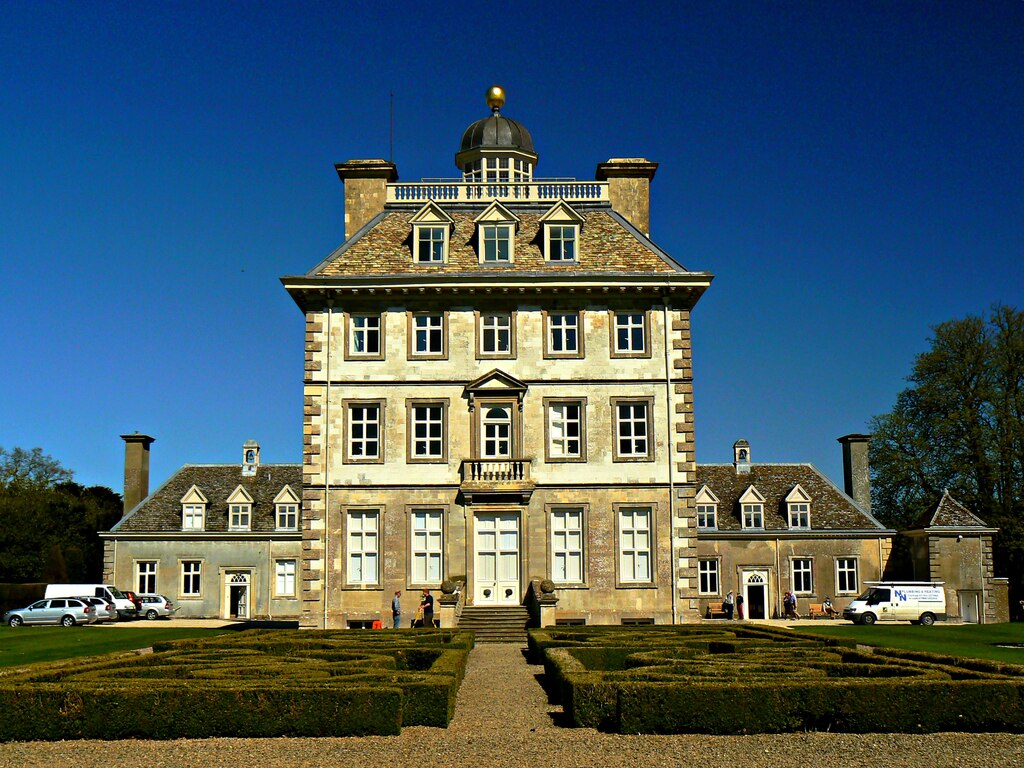
Ashdown House depuis le jardin du Parterre

Ashdown House est associée à la "reine d'hiver" Elisabeth de Bohême, la sœur aînée de Charles Ier. Avec sa maison à Hamstead Marshall, on dit que William, le premier comte de Craven, a construit Ashdown pour elle, mais elle est décédée en 1662 avant le début de la construction.

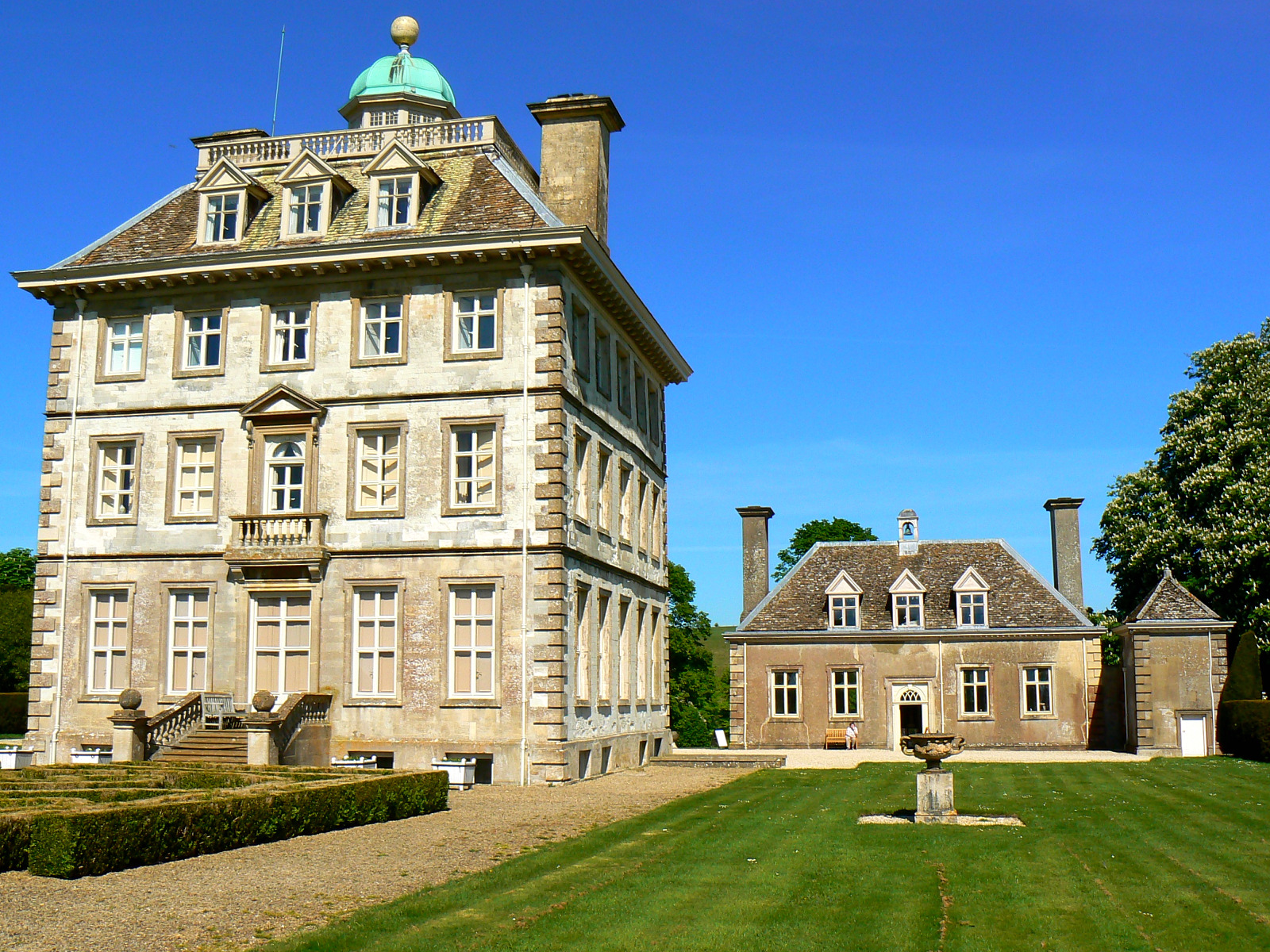
Ashdown House et sa loge sud

Bien que l'architecte soit incertain, on pense que Craven a chargé le capitaine William Winde de construire le manoir de style hollandais comme pavillon de chasse et refuge contre la peste. Le bâtiment sert également de tribune pour assister à une chasse dans le parc.
La maison dispose de 8 000 pieds carrés (743,22432 m2) habitables, un grand escalier central, des pièces de réception, des salons et des pièces en enfilade, une cuisine, une salle à manger et huit chambres. La propriété comprend deux pavillons, trois chalets et une centaine d'acres de terrain.
La maison est construite à l'origine à la jonction des quatre manèges du parc de chasse de Craven - seulement des parties des quatre avenues subsistent. La maison est isolée et la vue depuis le toit couvre des terrains et des jardins aux allures de parc, et au-delà, des bois et des pâturages. A proximité se trouve un grand groupe de pierres de Sarsen et le château d'Alfred un fort de colline de l'âge du fer.
Au moins un des bois d'Ashdown Park est antérieur à la maison. L'abbaye de Glastonbury tient le manoir d'Ashbury jusqu'à la dissolution des monastères en 1539. Un parc aux cerfs est créé pour l'abbaye au sud de la paroisse. Il est délimité par un ancien remblai entourant une zone arrondie caractéristique des parcs à cerfs médiévaux. Le remblai aurait été surmonté d'une Palissade, probablement de pieux en chêne fendu. Le parc peut être assimilé au bois d'Aysshen qu'un terrier de la paroisse en 1519 enregistre comme couvrant 415 acres (167,94454143 ha). L'ancien parc aux cerfs est maintenant le bois supérieur d'Ashdown Park. Ashdown Park est un site d'intérêt scientifique particulier.
Bien que quelques modifications aient été apportées à la maison, le bâtiment est resté en grande partie tel que construit jusqu'à ce qu'il soit réquisitionné pour être utilisé par l'armée pendant la Seconde Guerre mondiale. L'occupation le laisse dans un état proche de l'abandon. Le National Trust est propriétaire d'Ashdown House depuis 1956, date à laquelle il est donné au trust par Cornelia, comtesse de Craven (épouse de William Craven, 4e comte de Craven). La maison est louée et a été rénovée par des locataires récents. En 2010, Pete Townshend achète un bail de 41 ans sur la propriété, et en 2011 une rénovation structurelle commence. L'accès public est limité aux escaliers et au toit, avec une large vue sur Berkshire Downs. Il existe également un accès public aux bois voisins d'Ashdown,.

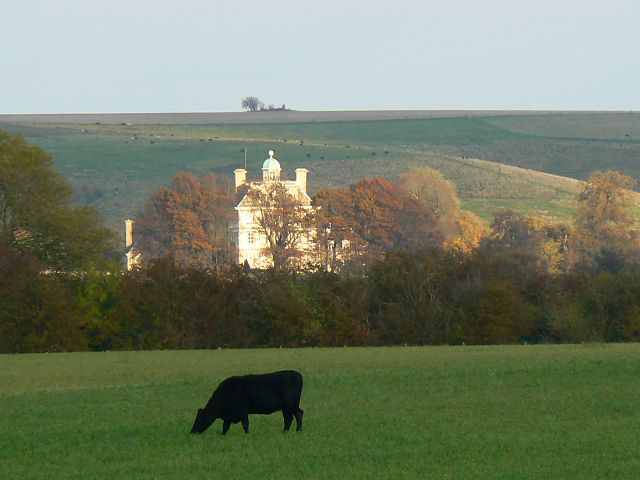
Ashdown House vu du nord-ouest